# Darien (Illinois)
Darien es una ciudad ubicada en el condado de DuPage en el estado estadounidense de Illinois. En el Censo de 2010 tenía una población de 22086 habitantes y una densidad poblacional de 1.353,35 personas por km².

## Geografía
Darien se encuentra ubicada en las coordenadas 41°44′44″N 87°58′53″O / 41.74556, -87.98139. Según la Oficina del Censo de los Estados Unidos, Darien tiene una superficie total de 16.32 km², de la cual 16 km² corresponden a tierra firme y (1.95%) 0.32 km² es agua.

## Demografía
Según el censo de 2010, había 22086 personas residiendo en Darien. La densidad de población era de 1.353,35 hab./km². De los 22086 habitantes, Darien estaba compuesto por el 81.43% blancos, el 3.2% eran afroamericanos, el 0.13% eran amerindios, el 11.86% eran asiáticos, el 0.02% eran isleños del Pacífico, el 1.63% eran de otras razas y el 1.74% pertenecían a dos o más razas. Del total de la población el 6.28% eran hispanos o latinos de cualquier raza.